# Homoeocera
Homoeocera is een geslacht van vlinders van de familie spinneruilen (Erebidae), uit de onderfamilie Arctiinae.

## Soorten
- H. acuminata Walker, 1856
- H. affinis Rothschild, 1931
- H. albizonata Dognin, 1914
- H. crassa Felder, 1869
- H. duronia Druce, 1910
- H. felderi Rothschild
- H. gigantea Druce, 1884
- H. ianthina Draudt, 1915
- H. lophocera Druce, 1898
- H. magnolimbata Dognin, 1911
- H. modesta Draudt, 1915
- H. multipuncta Rothschild, 1931
- H. rhodocera Schaus, 1904
- H. rodriguezi Druce, 1890
- H. sahacon Druce, 1896
- H. sandion Druce, 1910
- H. stictosoma Druce, 1898
- H. tolosa Druce, 1883
- H. toulgoeti Lesieur, 1984
- H. trizona Dognin, 1906